# Nombre 183
El nombre 183 (CLXXXIII) és el nombre natural que segueix el nombre 182 i precedeix el nombre 184.
La seva representació binària és 10110111, la representació octal 267 i l'hexadecimal B7.
La seva factorització en nombres primers és 3×61; altres factoritzacions són 1×183 = 3×61; és un nombre 2-gairebé primer: 3 × 61 = 183.